# Edgar White
Edgar Pardee Earle White (Manhattan, 17 de noviembre de 1929-Mantoloking, 7 de enero de 2014) fue un deportista estadounidense que compitió en vela en la clase 5.5 Metre. Fue hermano del también regatista Sumner White.
Participó en los Juegos Olímpicos de Helsinki 1952, obteniendo una medalla de oro en la clase 5.5 Metre.

## Palmarés internacional
| Juegos Olímpicos | Juegos Olímpicos     | Juegos Olímpicos | Juegos Olímpicos |
| Año              | Lugar                | Medalla          | Clase            |
| ---------------- | -------------------- | ---------------- | ---------------- |
| 1952             | Helsinki (Finlandia) | Medalla de oro   | 5.5 Metre        |